# 皮爾西 (加利福尼亞州)
皮爾西（英語：Piercy）是位於美國加利福尼亞州門多西諾縣的一個非建制地區。該地的面積和人口皆未知。

## 地理
皮爾西的座標為39°57′59″N 123°47′43″W / 39.96639°N 123.79528°W，而該地的平均海拔高度為242米（即794英尺）。